# Xylosciara ontario
Xylosciara ontario är en tvåvingeart som beskrevs av Heikki Hippa och Pekka Vilkamaa 2004. Xylosciara ontario ingår i släktet Xylosciara och familjen sorgmyggor. Inga underarter finns listade i Catalogue of Life.